# Santa Cecília de Grevalosa
Santa Cecília de Grevalosa és una església del municipi de Castellfollit del Boix (Bages) inclosa en l'Inventari del Patrimoni Arquitectònic de Catalunya.

## Descripció
De l'edifici originari romànic en resta ben poca cosa: fragments de paret i el portal, emparedat, de mig punt i adovellat. Es creu que la primitiva construcció devia ser una senzilla capella d'una sola nau amb absis.
L'entrada principal es troba a ponent, on s'obre una porta d'estructura rectangular allindanada, que porta la data de 1621. Sobre aquesta hi ha un petit ull de bou. Culmina la façana un senzill campanar d'espadanya. L'església és d'una sola nau, de planta rectangular amb transsepte, coberta amb volta de totxo i uns arcs de reforç d'aquesta, que es recolzen sobre mènsules. Una motllura de guix recorre tota la part alta de la nau. A la capçalera hi ha un retaule de Sta. Cecília, Sant Isidre i Sant Marc.
L'aparell és obrat amb carreus regulars, ben tallats i col·locats a trencajunt.

## Història
L'església es trobava dins l'antic terme del castell de Grevalosa. El lloc de Grevalosa és documentat des del 955. L'església apareix documentada pels volts de 1154, data en què consta com a parròquia de Gravalosa. El 1295 es documenta l'església de Sta. Cecília de Gravalosa i el seu cementiri. Es creu, però, que és anterior, perquè en una època incerta, segurament anterior al 1140 aquesta església fou donada al monestir de la Portella. La funció de parròquia la perdé al segle xix, quan fou unida a la parròquia de Castellfollit del Boix. Actualment la capella resta sense culte i queda força allunyada del poble de Castellfollit. Per visitar-la cal demanar les clau al mossèn de l'església parroquial de Sant Andreu de Maians.